# Gawronki (województwo dolnośląskie)
Gawronki (niem. Klein Gaffron, inna nazwa: Gawrony Małe) – wieś w południowo-zachodniej Polsce, położona w województwie dolnośląskim, w powiecie lubińskim, w gminie Rudna.
Miejscowość jest siedzibą sołectwa o takiej samej nazwie. Populacja wsi wynosi 109 osób, co daje o 10 osób więcej w porównaniu z danym sprzed dziesięciu lat, tj. roku 1999.
Do 1945 roku Gawronki znajdowały się na terenach niemieckich.
W latach 1975–1998 miejscowość administracyjnie należała do województwa legnickiego.

## Zabytki
Do wojewódzkiego rejestru zabytków wpisane są:
- zespół dworski, z pierwszej poł XIX w.:
  - dwór
  - park.